# Hollstadt
Hollstadt – miejscowość i gmina w Niemczech, w kraju związkowym Bawaria, w rejencji Dolna Frankonia, w regionie Main-Rhön, w powiecie Rhön-Grabfeld, wchodzi w skład wspólnoty administracyjnej Heustreu. Leży w Grabfeldzie, około 8 km na północny wschód od Bad Neustadt an der Saale, nad rzeką Soława Frankońska, przy autostradzie A71, drodze B279 i linii kolejowej Bad Neustadt an der Saale – Bad Königshofen im Grabfeld.

## Dzielnice
W skład gminy wchodzą trzy dzielnice: 
- Hollstadt
- Junkershausen
- Wargolshausen

## Demografia
| Rok  | Liczba mieszk. |
| ---- | -------------- |
| 1970 | 1.555          |
| 1987 | 1.411          |
| 2000 | 1.655          |
| 2005 | 1.708          |

## Współpraca
Miejscowość partnerska:
- Frankenfels, Austria

## Oświata
(na 1999)

W gminie znajduje się 100 miejsc przedszkolnych (z 66 dziećmi) oraz szkoła podstawowa (11 nauczycieli, 232   uczniów).